# توركان
توركان أو تُركان، بلدية تقع في شبه جزيرة آبشوران، باكو، في أذربيجان. يبلغ عدد سكانها 10108 نسمة وذلك حسب إحصائيات سنة 2008.